# レナ・オーバードルフ
レナ・ゾフィー・オーバードルフ（独:Lena sophie oberdorf、2001年12月19日 - ）は、ドイツ出身のサッカー選手。サッカードイツ女子代表。VfLヴォルフスブルク所属。ポジションはミッドフィールダー。

## 経歴

### クラブ
2017年11月8日、SGSエッセンと3年契約を結んだ。

### 代表
U-17ドイツ女子代表としてのデビュー戦は2016 FIFA U-17女子ワールドカップでの2016年9月30日に行われたベネズエラ戦に77分からの途中出場。その試合は2-1で勝利している。
UEFA U-17女子選手権2017でドイツの優勝に貢献した。

## タイトル

### VfLヴォルフスブルク
- 女子DFBポカール：2020–21

### 代表
- UEFA U-17女子選手権：2017年（英語版）

### 個人
- UEFA U-17女子選手権：ゴールデン・プレイヤー 2017年
- フリッツ・ヴァルター・メダル：銅 2018年[3]、銀 2019年[4]、金 2020年[5]